# Pau de arara

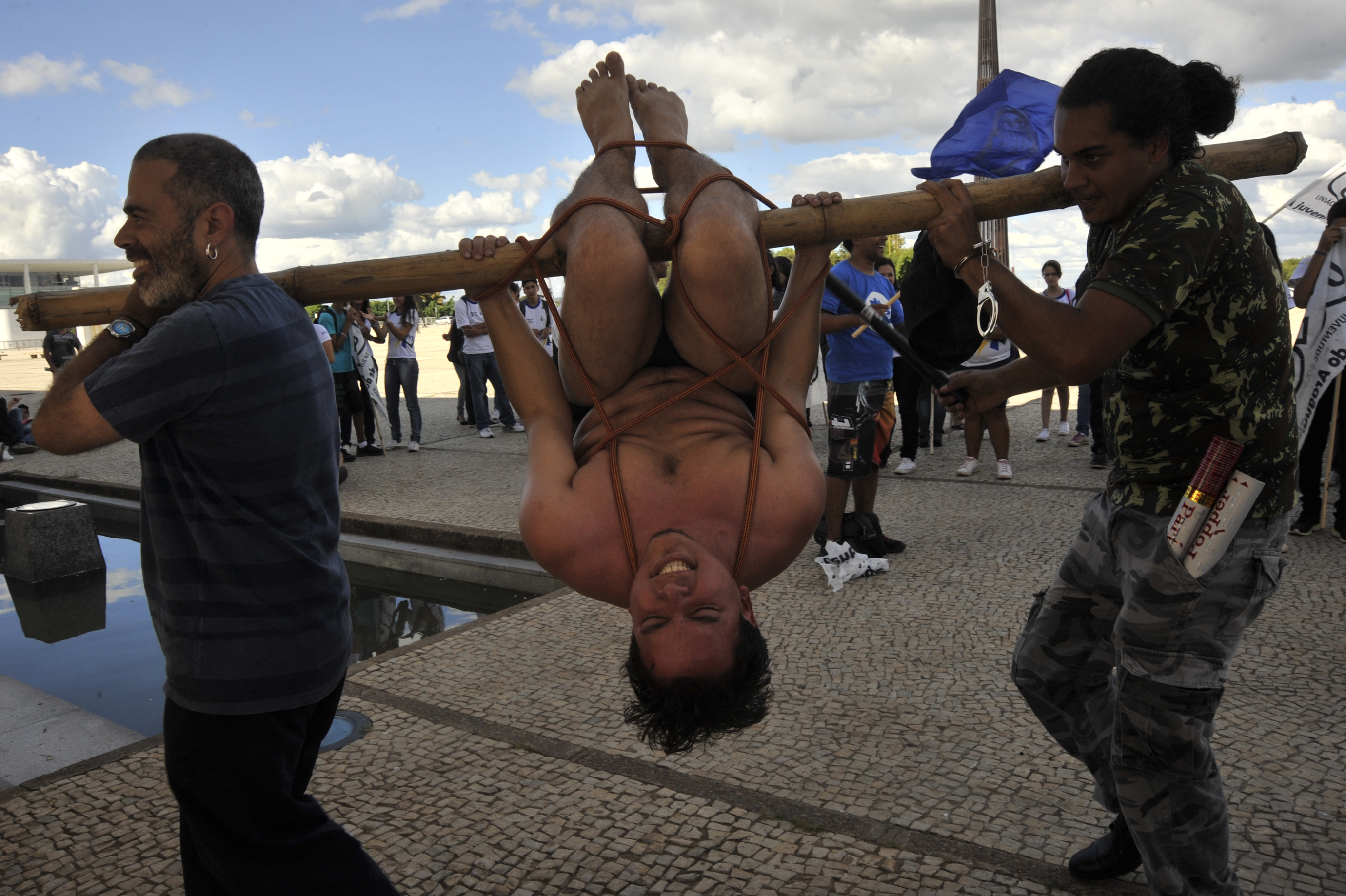
Simulazione del metodo durante una protesta a Brasilia.

Pau de Arara è un metodo di tortura ampiamente usato in Brasile, durante la dittatura militare, nel periodo Anos de chumbo. Il termine, Pau de Arara, indica in portoghese il trespolo del pappagallo. Per analogia il termine indica uno strumento dove appendere e torturare i dissidenti politici.

## Descrizione
Il Pau de Arara è costituito da una barra di ferro su cui viene appeso e arrotolato il prigioniero, in modo che il palo resti bloccato tra l'incavo delle braccia e l'incavo delle gambe. Successivamente vengono legate le caviglie con i polsi. Il torturato viene appeso a circa un metro dal suolo e viene lasciato in quella posizione finché il sangue non circola più, il corpo si gonfia e cessa il respiro. Questa tecnica causa traumi fisici e psicologici e può essere combinata con elettroshock, con torture sessuali e waterboarding.

## Storia
Si ritiene che questa tecnica venisse utilizzata dai mercanti di schiavi portoghesi per punire gli schiavi disubbidienti. Il metodo di tortura venne usato anche ad Auschwitz durante la seconda guerra mondiale, dov'era noto come Bogerschaukel (l'altalena di Boger), dal nome dell'ufficiale delle SS che lo applicò ivi per primo, Wilhelm Boger. Nel Brasile della dittatura militare questa tortura veniva usata nelle stazioni di polizia dagli agenti della polizia politica contro i dissidenti politici e per estorcere delle confessioni. Dell'utilizzo della stessa tecnica sono stati accusati nel 2012 Bo Xilai, ex leader del partito cinese, e Wang Lijun, capo della polizia, sulla base di testimonianze di blogger imprigionati nelle carceri di Tie Shanping, a Chongqing.